# شیرآباد، پنجاب
شیرآباد (به انگلیسی: Sherabad) یک شهرک در پاکستان است که در چنیوت، پاکستان واقع شده‌است.